# Мотыль, Александр
Александр Джон Мотыль (англ. Alexander John Motyl; род. 21 октября 1953, Нью-Йорк, Нью-Йорк) — американский историк, политолог, поэт, писатель, переводчик, художник-живописец украинского происхождения. Доктор философии (1984), профессор Ратгерского университета. Специалист по Украине, России и СССР, а также по национализму, революциям и империям.  Лауреат премии фонда Антоновичей (2019).
Степень доктора философии получил в Колумбийском университете. Советолог и специалист по Восточной Европе.
В 1992—1998 годах ассоциированный директор Harriman Institute. Преподавал в Гарварде.
Ведёт еженедельный блок «Ukraine’s Orange Blues».
Автор десятков статей.
Автор 10 научно-популярных книг.
- Imperial Ends: The Decay, Collapse, and Revival of Empires (2001) (англ.)
  - Пути империй: Упадок, крах и возрождение имперских государств / [Перевод с англ. А. Захарова]. — М.: Моск. шк. полит. исслед., 2004. — 242 с. — (Современная мысль / Моск. шк. полит. исслед.) — ISBN 5-93895-056-2.
  - Підсумки імперій: занепад, розпад і відродження. — Киев: Критика, 2009. (укр.)
- Revolutions, Nations, Empires: Conceptual Limits and Theoretical Possibilities (1999) (англ.)
- Dilemmas of Independence: Ukraine after Totalitarianism (1993) (англ.)
- The Turn to the Right: The Ideological Origins and Development of Ukrainian Nationalism, 1919—1929 (1980) (англ.)

Редактор The Encyclopedia of Nationalism (2000) и The Holodomor Reader (2012). (англ.)
Автор романов Taste of Snow (Cervená Barva Press, 2013); My Orchidia (BrickHouse Books, 2012); The Jew Who Was Ukrainian (Cervená Barva, 2011); Who Killed Andrei Warhol (Seven Locks Press, 2007); Flippancy (Cantara Books, 2007); and Whiskey Priest (iUniverse, 2005).

## Статьи
- Фашистоидная Россия? Политическая система России в сравнительном контексте // Форум новейшей восточноевропейской истории и культуры. 2010. № 2.